# Shirley (condado de Middlesex, Massachusetts)
Shirley é um lugar designado pelo censo localizado no condado de Middlesex no estado estadounidense de Massachusetts. No Censo de 2010 tinha uma população de 1.441 habitantes e uma densidade populacional de 418,33 pessoas por km².

## Geografia
Shirley encontra-se localizado nas coordenadas 42° 32′ 11″ N, 71° 40′ 02″ O. Segundo a Departamento do Censo dos Estados Unidos, Shirley tem uma superfície total de 3.44 km², da qual 3.4 km² correspondem a terra firme e (1.28%) 0.04 km² é água.

## Demografia
Segundo o censo de 2010, tinha 1.441 pessoas residindo em Shirley. A densidade populacional era de 418,33 hab./km². Dos 1.441 habitantes, Shirley estava composto pelo 93.75% brancos, o 1.94% eram afroamericanos, o 0.49% eram amerindios, o 1.39% eram asiáticos, o 0.07% eram insulares do Pacífico, o 0.83% eram de outras raças e o 1.53% pertenciam a duas ou mais raças. Do total da população o 4.02% eram hispanos ou latinos de qualquer raça.